# ペーター・ソンディ
ペーター・ソンディ（Péter Szondi、1929年5月27日 - 1971年11月9日）は、ハンガリー出身のユダヤ系比較文学者・文献学者。
姓は「ションディ」と表記されることもある。

## 略歴

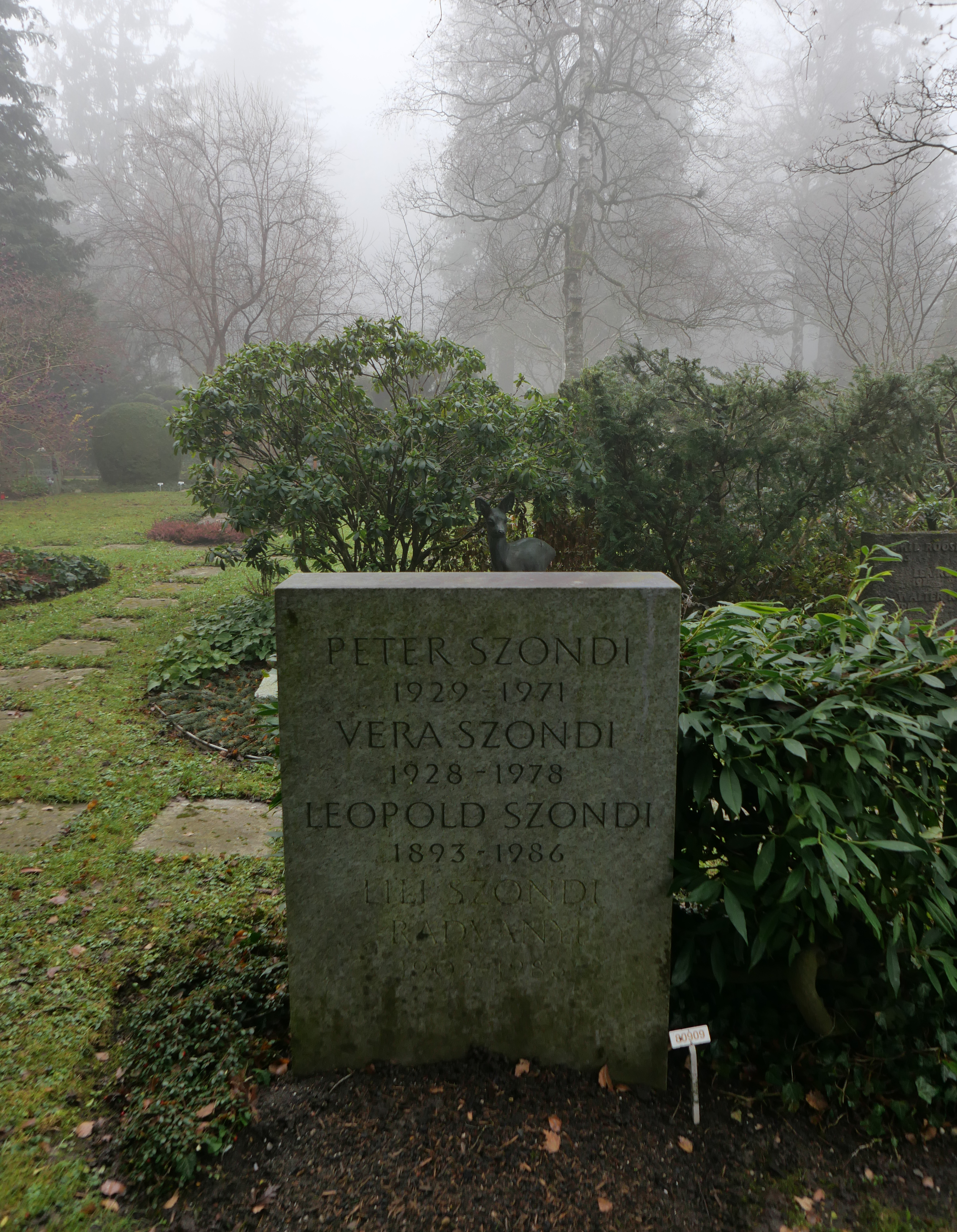
チューリッヒのフルンテルン墓地にあるソンディ家の墓。父親のレオポルドと母親のイロナ・“リリ”・リヴィア、旧姓ラドヴァーニ（1902年-1986年）、そして医師だった姉のヴェラ（1928年-1978年）もこの墓に埋葬されている。

1929年ブダペスト生まれ。父はソンディ・テストで有名な精神医学者のレオポルド・ソンディ（1893-1986）。1944年6月から12月までベルゲン・ベルゼン強制収容所に収容される。解放後、スイスに移住。チューリッヒ大学、パリ大学で学ぶ。ベルリン自由大学、ゲッティンゲン大学での教職を経て、1964年にベルリン自由大学の教授に任命され、大学に研究機関 "Allgemeine und Vergleichende Literaturwissenschaft" を設立。1971年にベルリンで自死。生前はアドルノやツェラン、デリダらと深交を結んだ。オスナブリュック大学には "Peter Szondi-Kolleg" が設けられている。

## 邦訳文献
- 「『迫奏』を読む─パウル・ツェランの詩篇についてのエッセー」（『集英社版世界の文学38 現代評論集』所収、飯吉光夫訳、集英社、1978）
- 「悲劇的なるものについての試論（抜粋）（悲劇論三篇）」（『多摩芸術学園紀要 通号4』所収、細井雄介訳、多摩芸術学園、1978）
- 『現代戯曲の理論』（市村仁／丸山匠訳、法政大学出版局、1979）
- 「「悲劇的なるものについての試論」抜粋（悲劇論2篇）」（『多摩芸術学園紀要 通号8』所収、細井雄介訳、多摩芸術学園、1982）
- 「希望は過ぎ去りしもののうちに　―ヴァルター・ベンヤミンと〈失われたとき〉」（『みすず 1989年4月号（no.338）』所収、初見基訳、みすず書房）
- 「エデンの園」（『双書・20世紀の詩人22 パウル・ツェラン詩集』所収、飯吉光夫訳、小沢書店、1993）
- 「ヘーゲルの文学論」（『ドイツ文学論集 24号』所収、森良文訳、神戸大学ドイツ文学論集刊行会、1995）
- 「ヘーゲルの文学論（2）」（『ドイツ文学論集 25号』所収、森良文訳、神戸大学ドイツ文学論集刊行会、1996）
- 「ヘーゲルの文学論（3）」（『ドイツ文学論集 26号』所収、森良文訳、神戸大学ドイツ文学論集刊行会、1997）
- 「ヘーゲルの文学論（4）」（『ドイツ文学論集 27号』所収、森良文訳、神戸大学ドイツ文学論集刊行会、1998）
- 「ヘーゲルの文学論（5）」（『ドイツ文学論集 28号』所収、森良文訳、神戸大学ドイツ文学論集刊行会、1999）
- 「ヘーゲルの文学論（6）」（『ドイツ文学論集 29号』所収、森良文訳、神戸大学ドイツ文学論集刊行会、2000）
- 「ヘンダーリンの1801年12月4日付ベーレンドルフ宛書簡─注解と研究批評(上)」（『帝京大学理工学部研究年報 人文編 No.11』所収、高橋秀誠訳、帝京大学理工学部佐藤研究室、2004）
- 「ヘンダーリンの1801年12月4日付ベーレンドルフ宛書簡─注解と研究批評(下)」（『帝京大学理工学部研究年報 人文編 No.12』所収、高橋秀誠訳、帝京大学理工学部佐藤研究室、2005）
- 『ヘルダーリン研究―文献学的認識についての論考を付す』（ヘルダーリン研究会訳、法政大学出版局、2009）